# Заикин, Василий Александрович
Василий Александрович Заикин (1922—1999) — полковник Советской Армии, участник Великой Отечественной войны, Герой Советского Союза (1945).

## Биография
Василий Заикин родился 1 января 1922 года в станице Выселки (ныне — Выселковский район Краснодарского края). Окончил десять классов школы. В октябре 1941 года Заикин был призван на службу в Рабоче-крестьянскую Красную Армию. В 1942 году он окончил Камышинское танковое училище. С апреля того же года — на фронтах Великой Отечественной войны. К январю 1945 года гвардии лейтенант Василий Заикин командовал взводом 2-го танкового батальона 49-й гвардейской танковой бригады 12-го гвардейского танкового корпуса 2-й гвардейской танковой армии 1-го Белорусского фронта. Отличился во время освобождения Польши.
14-25 января 1945 года во время боёв за освобождение городов Гощин, Блендув, Любень, Ходеч, Радзеюв взвод Заикина подавил огонь 4 противотанковых артиллерийских батарей, уничтожил 5 миномётов, 7 пулемётов, 4 автомашины, 13 блиндажей, несколько десятков вражеских солдат и офицеров.
Указом Президиума Верховного Совета СССР от 27 февраля 1945 года гвардии лейтенант Василий Заикин был удостоен высокого звания Героя Советского Союза с вручением ордена Ленина и медали «Золотая Звезда».
После окончания войны Заикин продолжил службу в Советской Армии. В 1972 году в звании полковника он был уволен в запас. Проживал и работал в Москве. Умер 22 сентября 1999 года. Похоронен на Преображенском кладбище столицы.
Был также награждён орденами Отечественной войны 1-й степени и Красной Звезды, рядом медалей.